# Stjepan Babić (cầu thủ bóng đá)
Stjepan Babić (sinh ngày 4 tháng 12 năm 1988) là một cầu thủ bóng đá người Croatia thi đấu ở vị trí tiền vệ cho câu lạc bộ România Concordia Chiajna.